# Stánek s limonádou

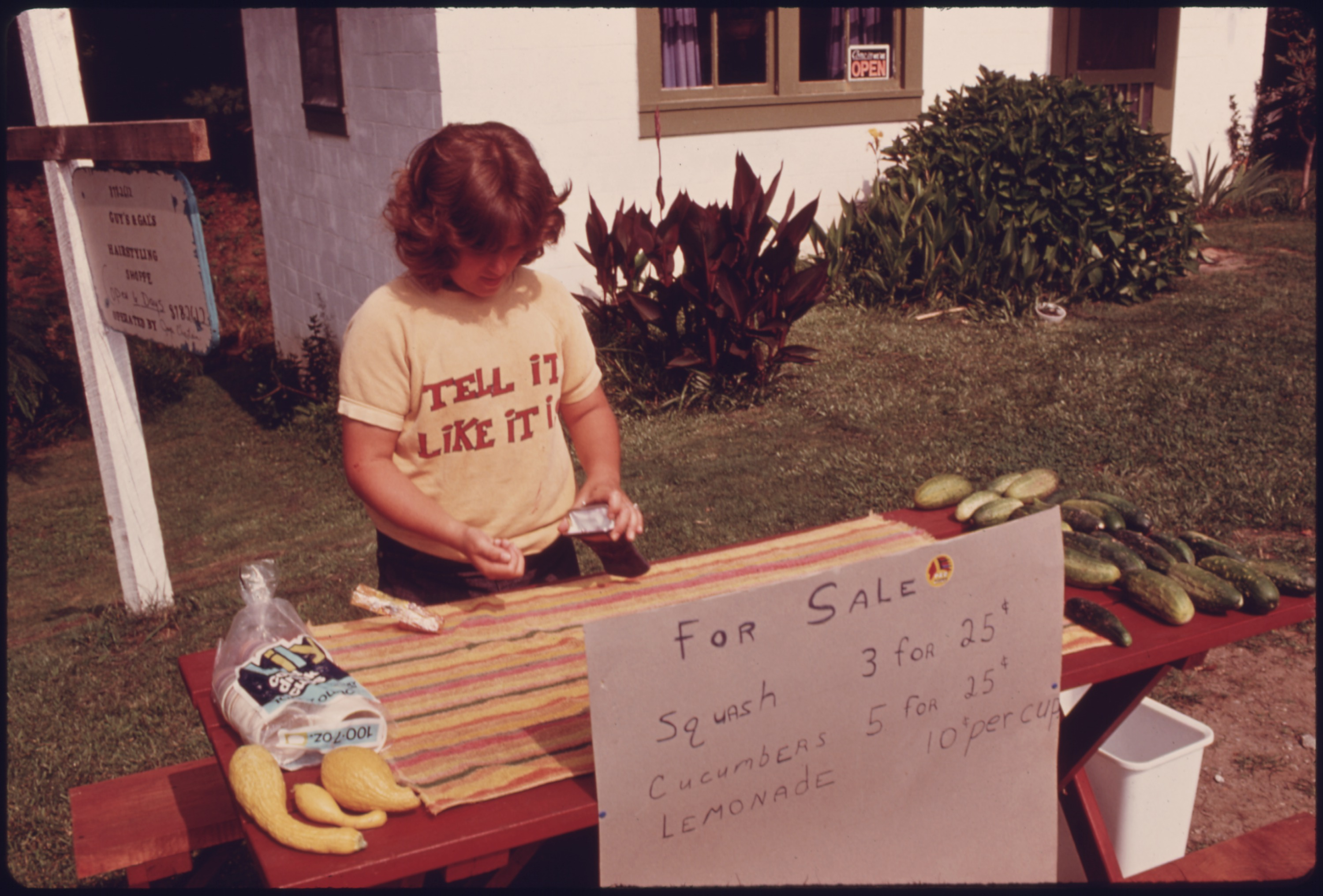
Stánek s limonádou stojící u silnice v Georgii v červenci roku 1975 prodávající také patizony a okurky

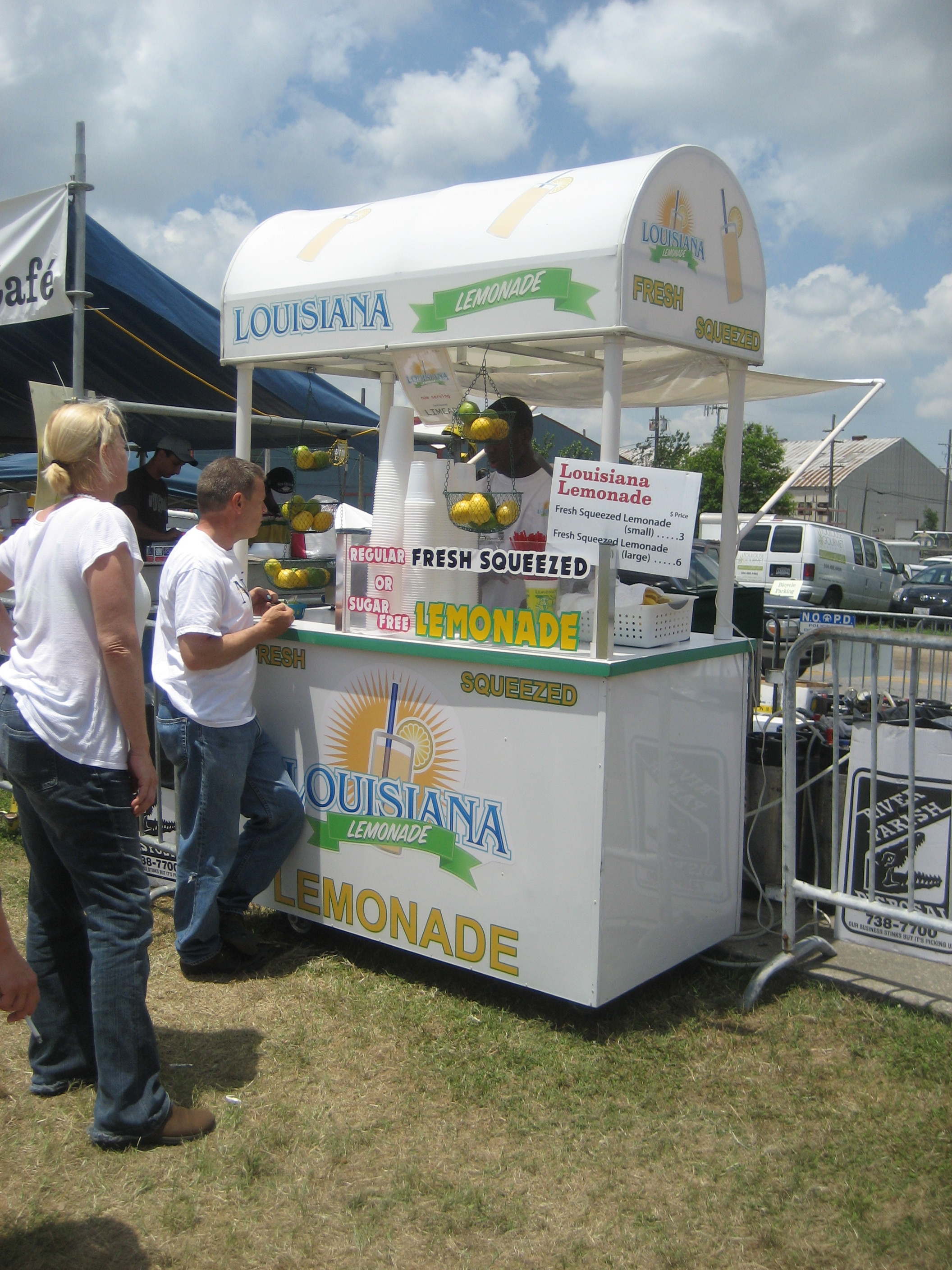
Profesionální prodejce v New Orleans.

Stánek s limonádou je podnik, který běžně vlastní a provozují děti za účelem prodeje limonády. Koncept se stal ikonickou reprezentací Americany pro mladistvou letní činnost až do té míry, že existují parodie a variace na tento koncept napříč médii. Termín lze také použít k označení stánků, které prodávají podobné nápoje, jako je ledový čaj. Ve Spojených státech se nelicencované stánky s limonádou dostaly do problémů s pravidly týkající se povolení.
Stánek může být ze skládacího stolu, zatímco archetypická verze je vyrobena vlastnoručně z překližky nebo lepenkových krabic. Papírová cedule na přední straně inzeruje stánek s limonádou.

## Vzdělávací výhody
Stánky s limonádou jsou často považovány za způsob, jak mohou děti zažít podnikání v mladém věku. Koncept zisku, ekonomické svobody a týmové práce se často připisují rysům, které mohou být vštípeny zkušeností se stánkem s limonádou. Na rozdíl od skutečného podnikání však těží z bezplatné pracovní síly a bezplatného pronájmu a mohou tedy ušetřit na výdajích.

## Zákonnost
V některých oblastech jsou stánky s limonádou obvykle technicky v rozporu s několika zákony, a to včetně provozu bez živnostenského oprávnění, nedodržování hygienických předpisů a někdy i zákonů o dětské práci.
Stíhání provozu stánku s limonádou je extrémně vzácné, ale je známo, že k nim dochází, což obvykle vyvolá pobouření veřejnosti. Například v červnu 2015 byl v texaském městě Overton zavřen dětský stánek s limonádou. Když se matka dívek pokusila získat povolení, bylo jí řečeno, že bude muset nechat zkontrolovat svou kuchyň.
V roce 2018 společnost Country Time vytvořila společnost Legal-Ade, která platí až 300 $ z právních poplatků za stánky s limonádou pokutované v roce 2017 nebo 2018 nebo za povolení pro rok 2018.
Newyorská legislativa přijala v roce 2019 návrh zákona, který, pokud bude schválen, výslovně zajistí, aby stánky s limonádou provozované nezletilými osobami byly legální a vyňaty z většiny předpisů. Toho času čtrnáct států USA výslovně povolovalo provoz limonádového stánku bez povolení.